# Карлсруэ
Ка́рлсруэ (нем. Karlsruhe [ˈkaʁlsˌʁuːə], алем. нем. Karlsrueh, ю.-франк. и пфальц. Kallsruh) — город в Германии, в земле Баден-Вюртемберг, расположенный в окрестностях реки Рейн недалеко от французско-германской границы.
Карлсруэ является вторым по численности населения (311 919 человек на 31 декабря 2017) городом земли Баден-Вюртемберг и 21-м в Германии.
В «резиденции права», как иногда называют Карлсруэ, расположены Федеральный конституционный суд, Верховный суд Германии и Генеральная прокуратура Германии, а также многочисленные федеральные и земельные ведомства. В городе проживает большое количество чиновников и госслужащих.

## История

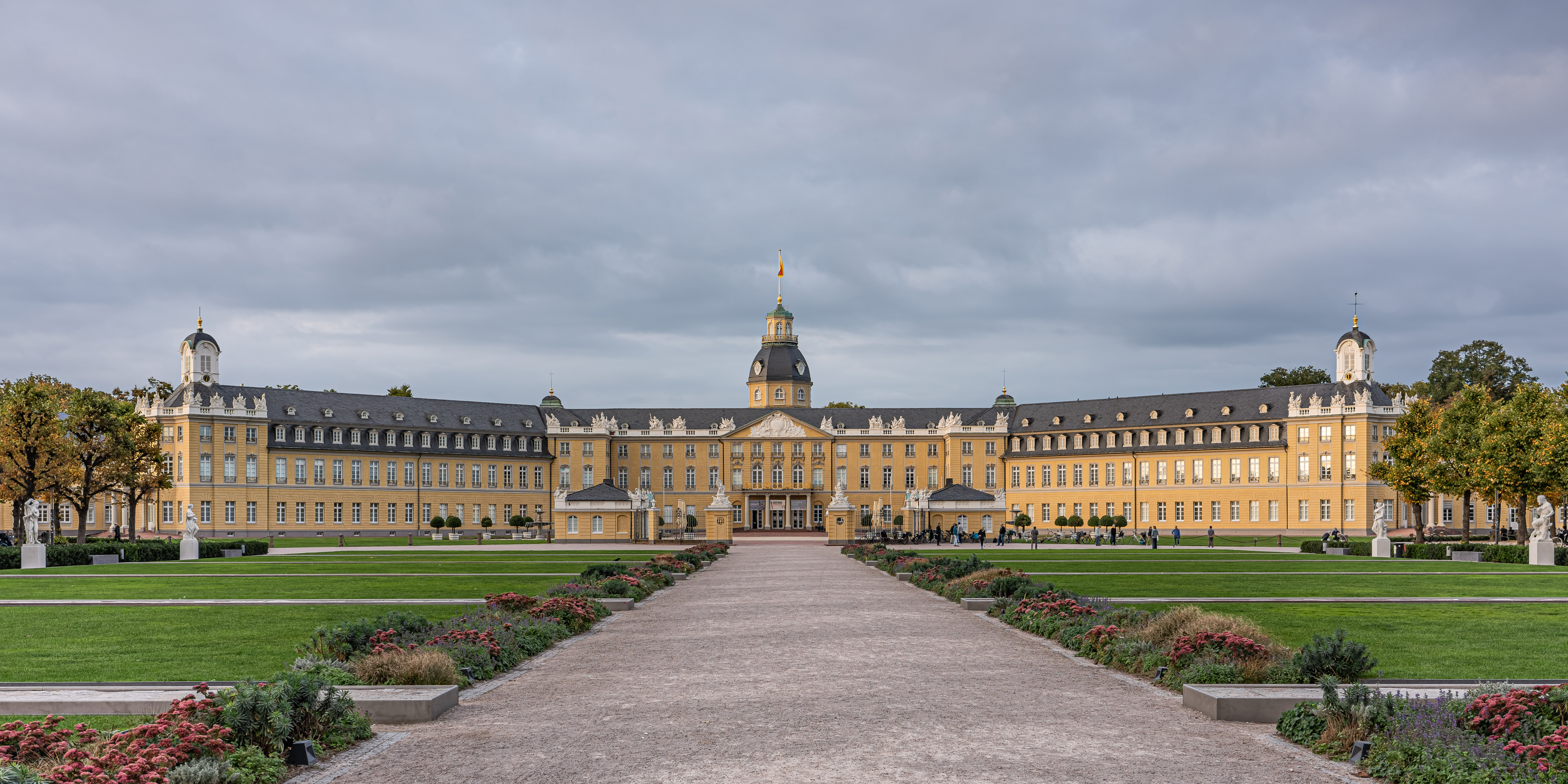
Дворец Карлсруэ

По легенде, идея основать город возникла у маркграфа Карла III Вильгельма в 1715 году, когда он, утомившись от охоты, заснул под деревом на одном из местных лугов и ему приснился собственный город, который был «Карловой тишиной» (нем. Ruhe «тишина, покой»). Город начал строиться на территории между тремя древними (старше X века) населёнными пунктами: Мюльбургом, Дурлахом и Эттлингеном, из которых первые два по мере расширения города стали его частями. Впоследствии Карлсруэ стал столицей Великого герцогства Баден, что во многом определяет самосознание его жителей до наших дней. В годы Первой мировой войны на город был совершён налёт французской авиации. В результате бомбардировки погибло и было ранено более сотни мирных жителей. Во время Второй мировой войны значительная часть города пострадала от бомбардировок союзников.

## Архитектура
Основатель города Карл III Вильгельм оставил свой след не только в названии города, но и в его необычной застройке: маркграф выразил пожелание, чтобы все главные улицы его города лучеобразно расходились в стороны от центрального дворца, построенного в стиле барокко (1752—82, архитекторы Л. Ф. де ла Гепьер, Ф. А. Кеслау). 32 улицы-луча центральной части города были соединены позднее двумя кольцевыми дорогами. С тех пор столицу баденского региона называют городом-веером. Существует также гипотеза об астроморфном происхождении планировки города: в соответствии с этой гипотезой звёздным прототипом города послужило выделенное на звёздном небе незадолго до основания города созвездие Секстанта.
В первой трети XIX века архитектор Фридрих Вайнбреннер застраивал Карлсруэ классицистическими зданиями. Южная часть города — новый Карлсруэ со зданиями XIX—XX веков. В середине города на Рыночной площади находится ставшая символом города пирамида, под которой похоронен основатель города маркграф Карл Вильгельм.

## Достопримечательности

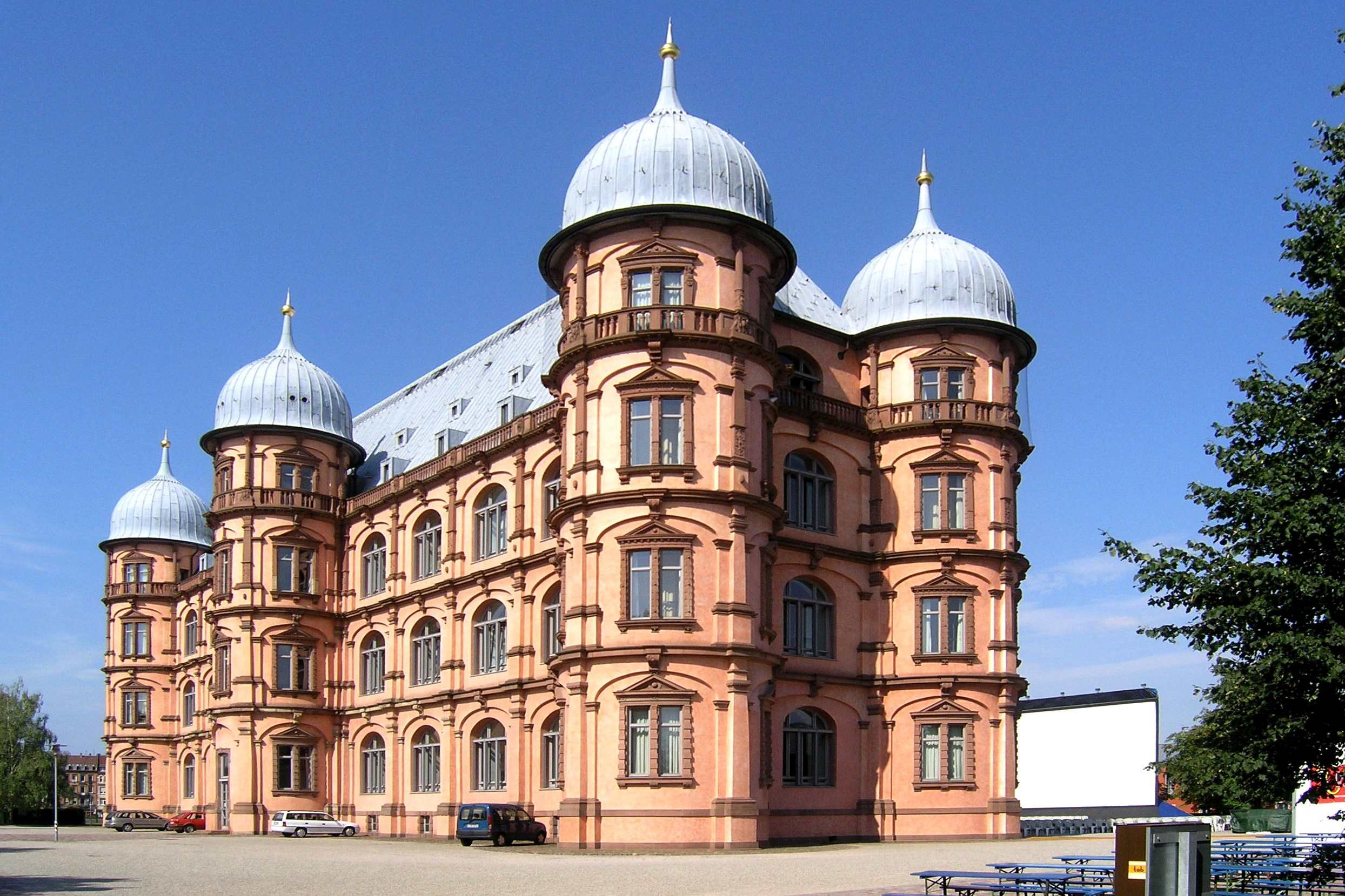
Замок Готтесауэ

К достопримечательностям города, помимо главного дворца и музеев, относятся многочисленные архитектурные ансамбли различных эпох — такие как замок Готтесауэ, в котором расположена Высшая школа музыки Карлсруэ, Дворец принца Макса, в котором в настоящее время расположился городской музей, или Великогерцогский дворец, в котором находится Верховный суд Германии. В районе Дурлах интересно посетить Замок Карлсбург и руины крепости на горе Турмберг. Различные районы города украшают многочисленные кирхи. Среди них можно выделить протестантские церкви Христускирхе, Лютеркирхе и Городскую кирху, католические церкви Святого Стефана, Святого Бонифация и Святого Бернарда.

Музеи города предлагают многочисленные постоянные и сезонные экспозиции. В здании главного дворца находится Музей земли Баден, располагающий многочисленными культурно-историческими экспонатами и коллекциями древностей, охватывающими период более чем в 5500 лет. Государственный художественный музей представляет работы преимущественно немецких, французских и нидерландских мастеров последних семи веков. Один из крупнейших германских естественнонаучных музеев Государственный музей естествознания демонстрирует ископаемые, минералы, чучела и скелеты современных и вымерших животных; имеется большая экспозиция живых экзотических особей. Музей мультимедийного искусства располагает весьма богатой коллекцией (нем. Zentrum für Kunst und Medientechnologie (ZKM)). В городе расположены одни из старейших в Европе Ботанический сад и зоопарк. Город хорошо озеленён, к услугам жителей города многочисленные парковые зоны. Среди них можно выделить парк Гюнтера Клотца, протянувшийся в черте города вдоль реки Альб. Каждый год в июле здесь проводится музыкальный фестиваль, собирающий более 200 000 зрителей.

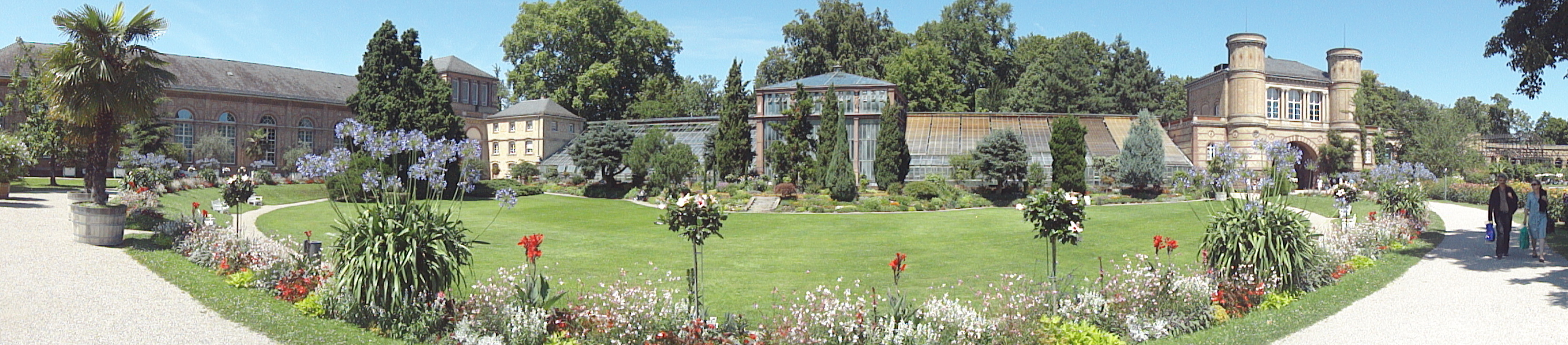
Панорама Ботанического сада

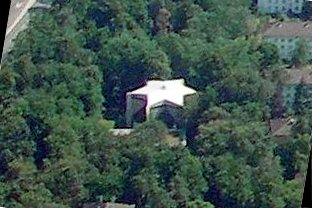
Синагога в Карлсруэ. Вид с птичьего полёта
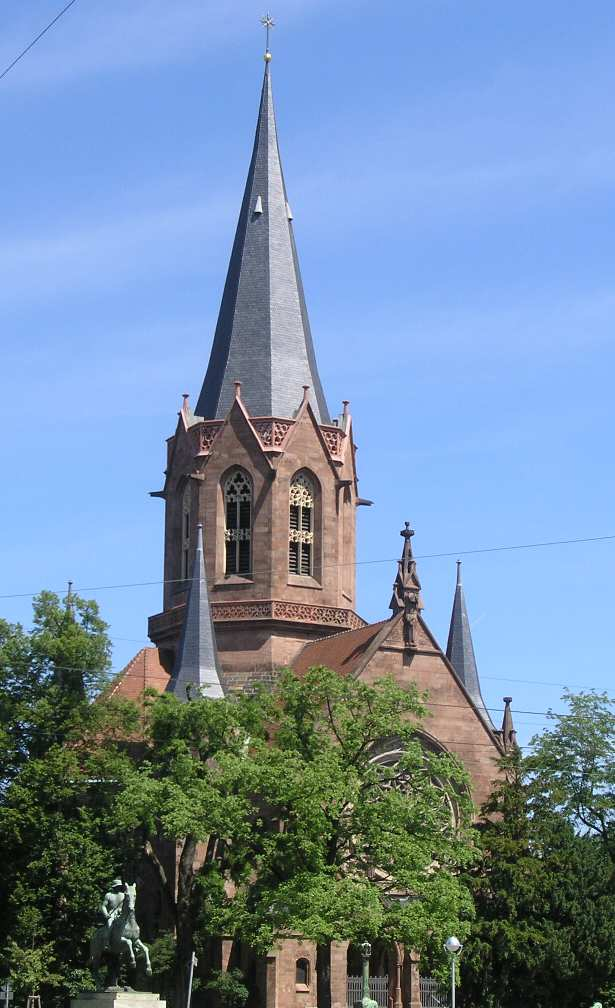
Христускирхе
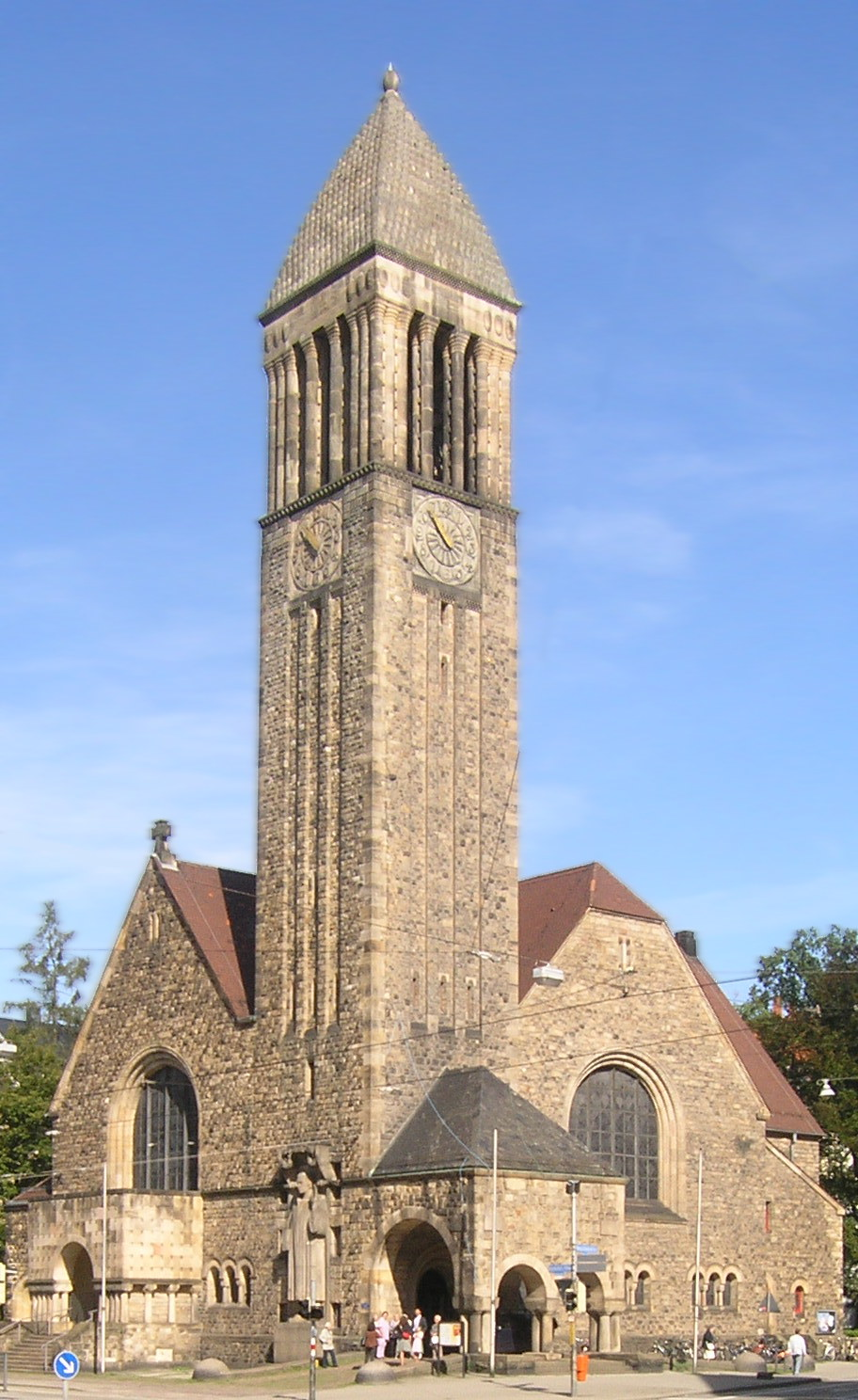
Лютеркирхе
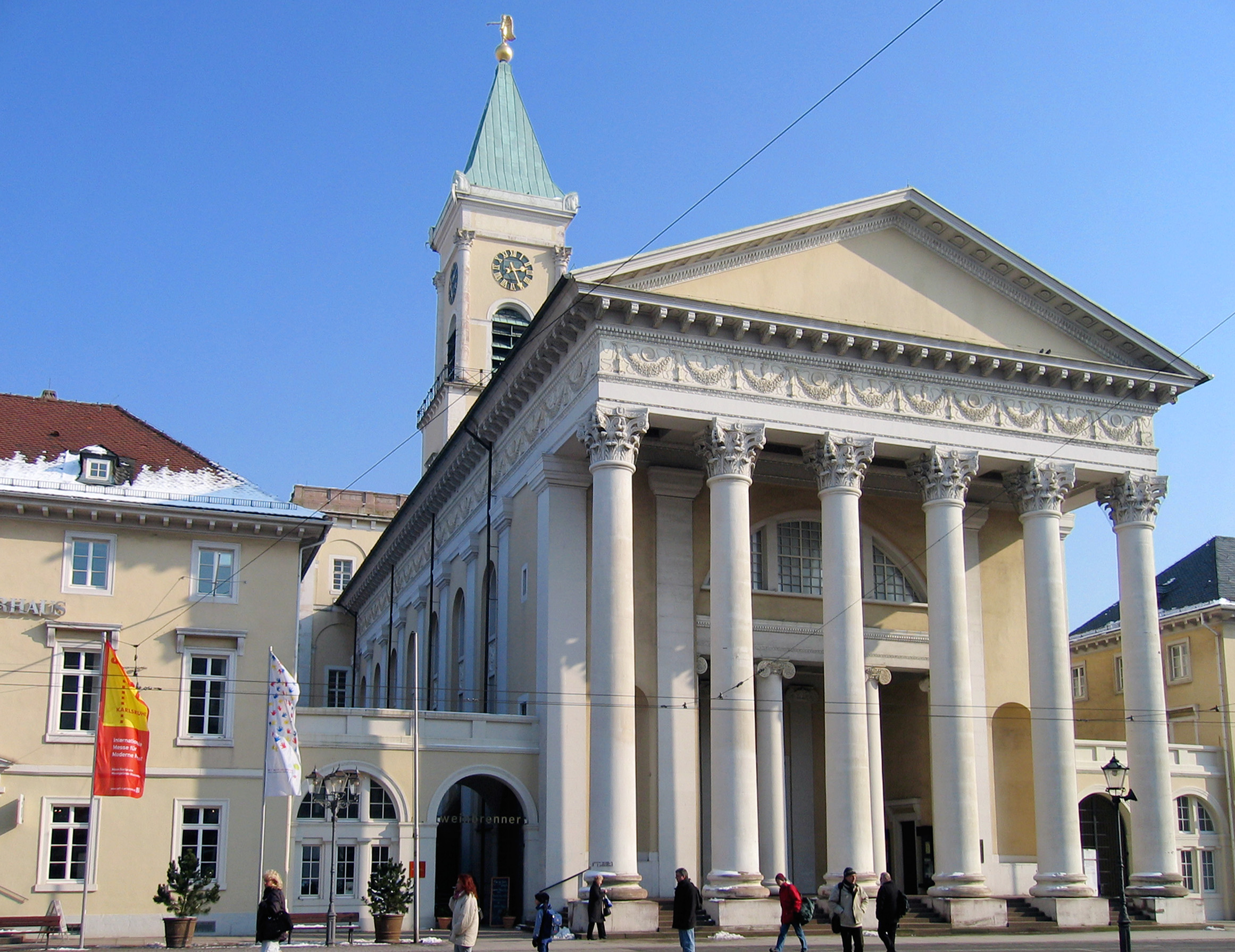
Городская кирха
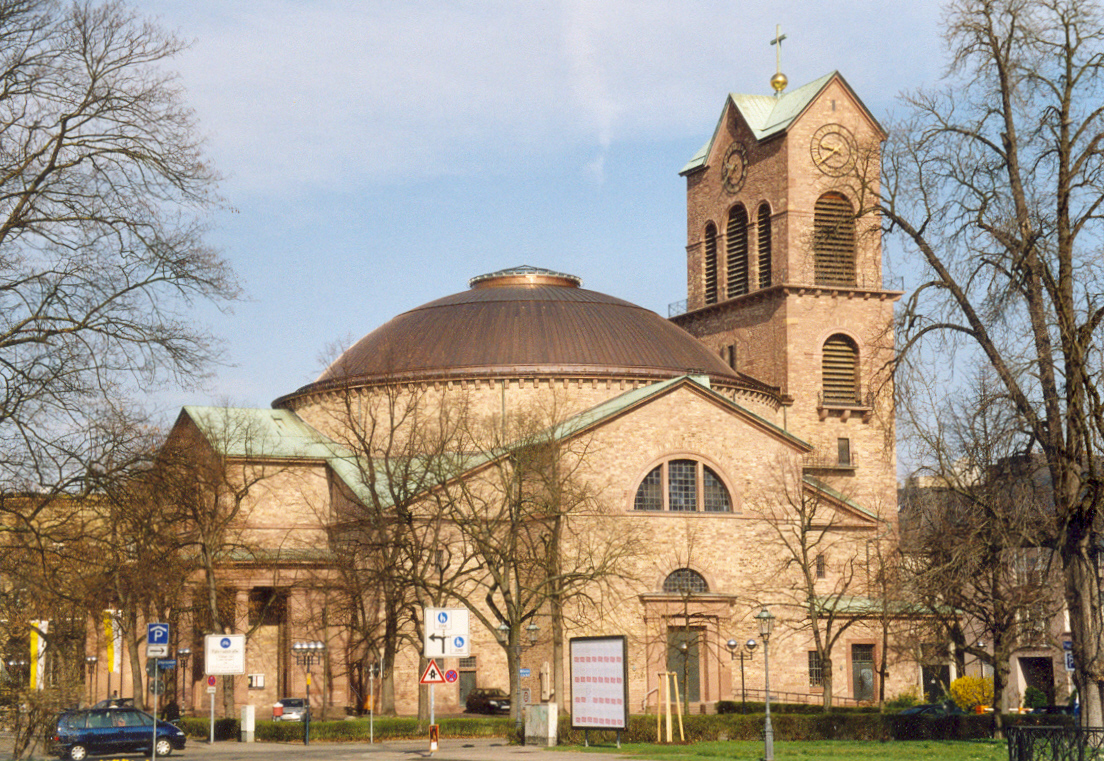
церковь Святого Стефана
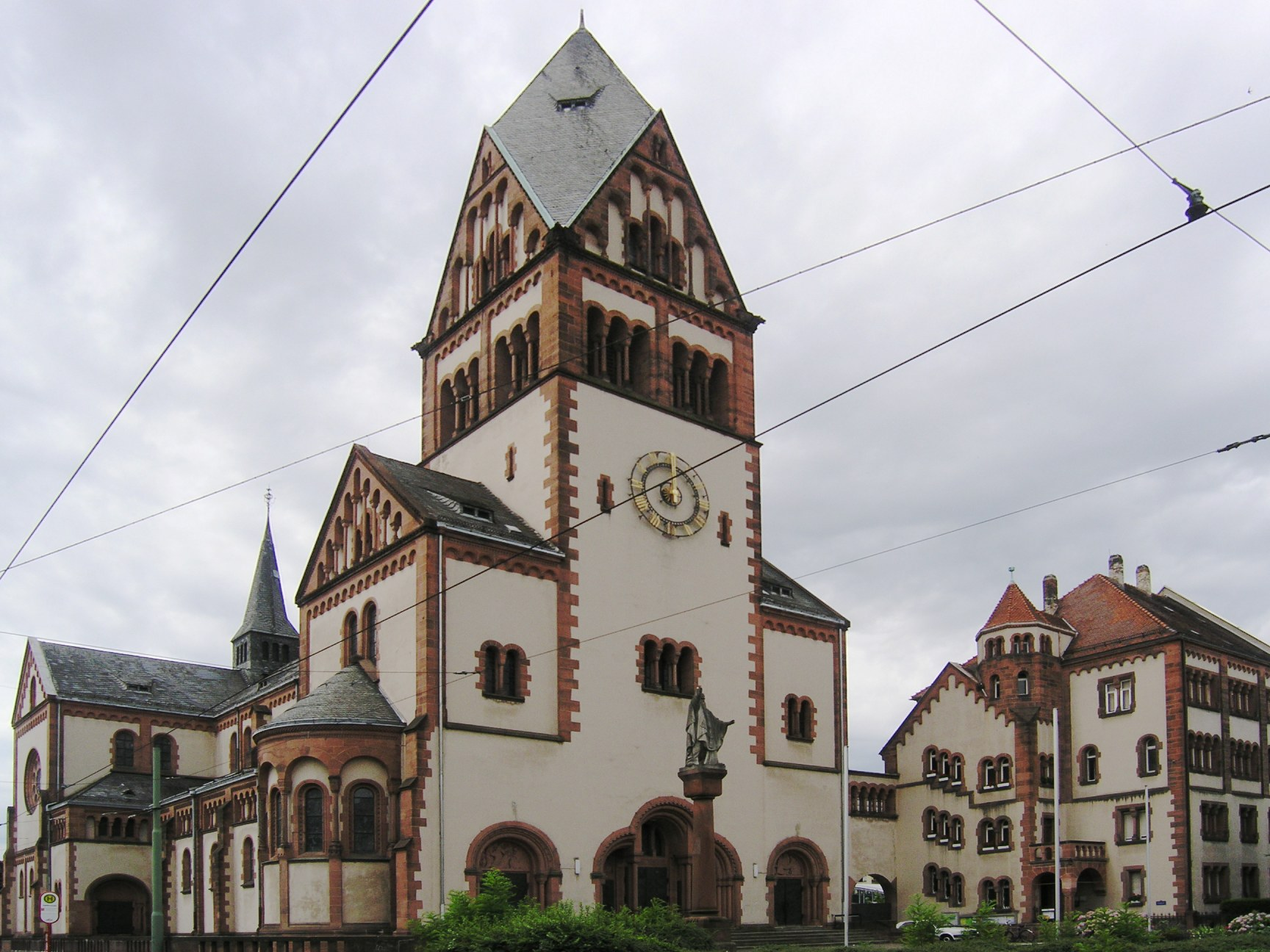
церковь Святого Бонифация
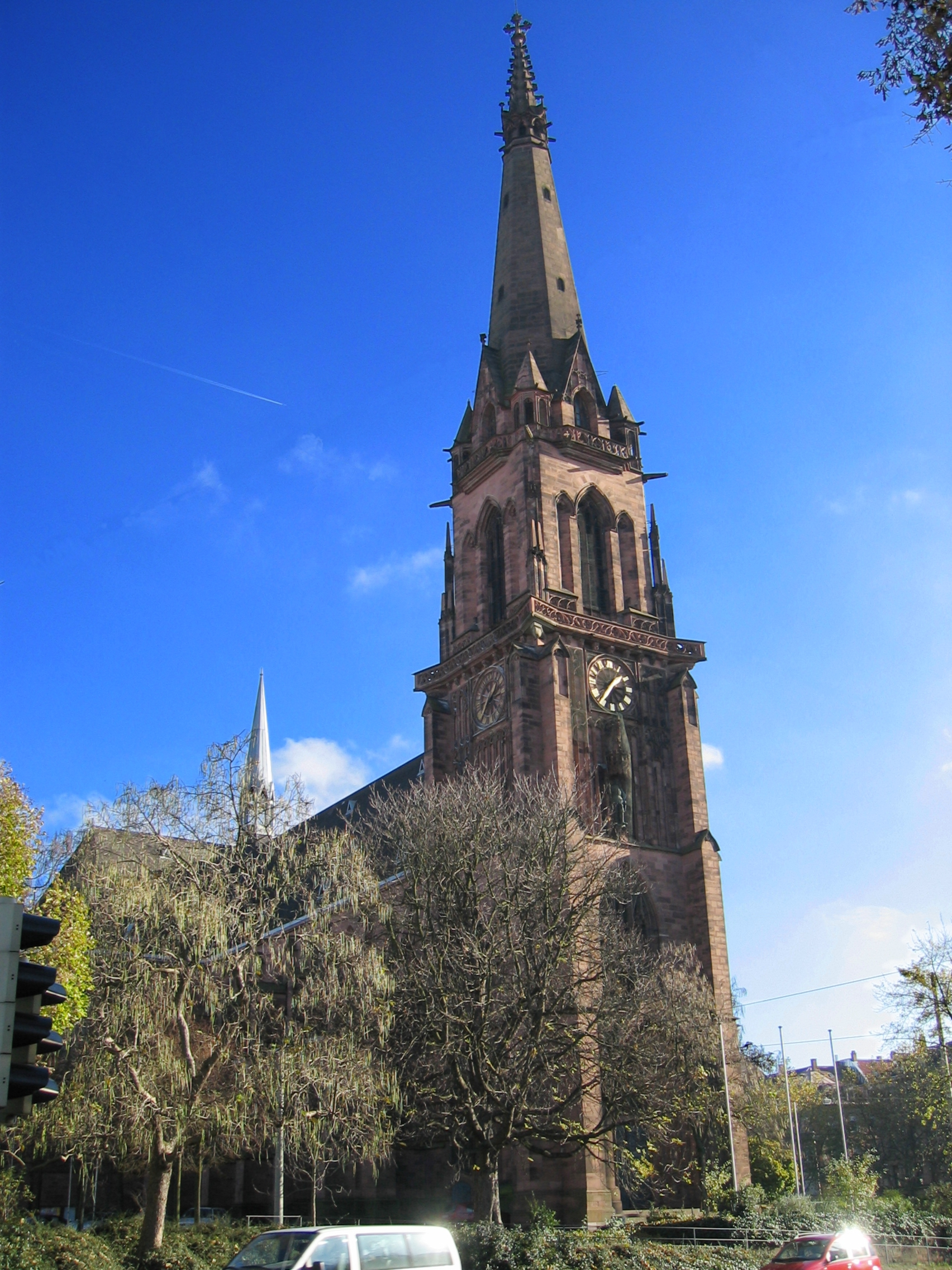
церковь Святого Бернарда
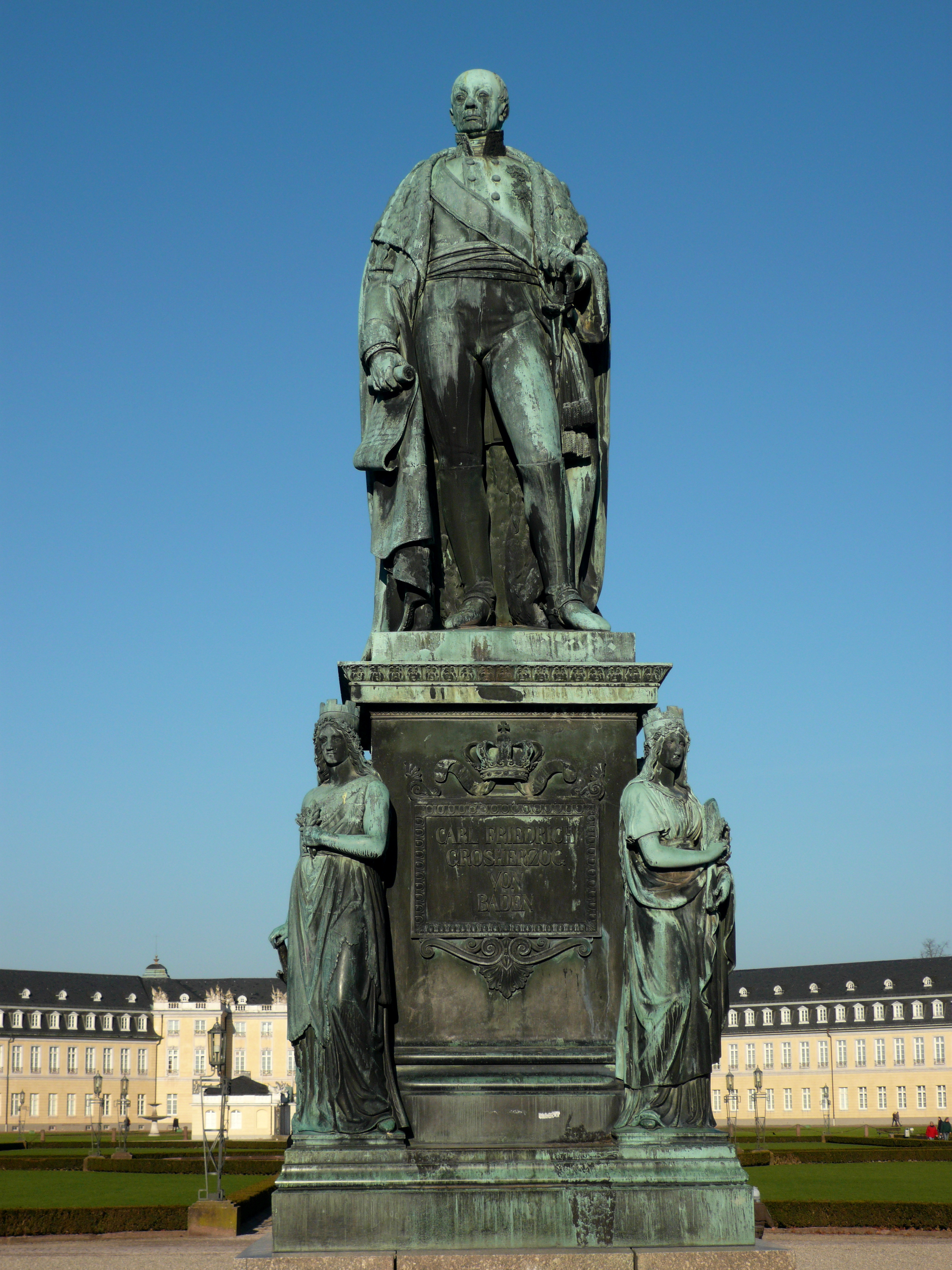
Памятник Карлу Фридриху перед дворцом в Карлсруэ
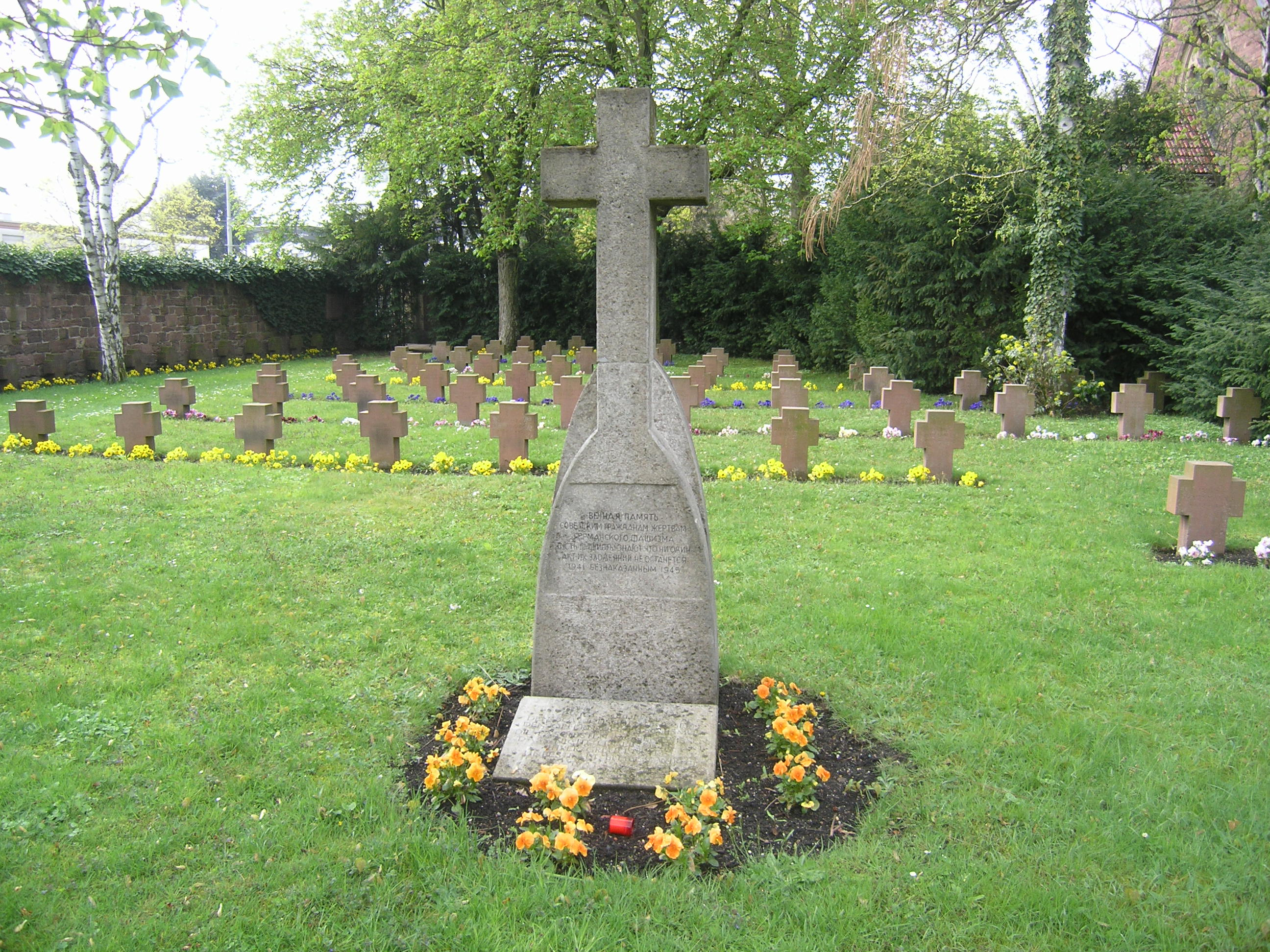
Памятник советским гражданам жертвам фашизма

В городе установлены памятники нескольким его известным жителям. На рыночной площади около ратуши расположена пирамида, установленная над гробницей основателя города маркграфа Карла Вильгельма. В центре города находятся памятники внуку основателя Калсруэ Карлу Фридриху Баденскому — одному из самых просвещённых монархов Европы, а также его внуку Карлу Людвигу Фридриху, во многом способствовавшему развитию архитектуры города. На одной из зелёных аллей города установлены памятники знаменитым карлсруэвским изобретателям Карлу фон Дрезу (изобретение велосипеда в 1817 году) и Карлу Бенцу (изобретение автомобиля в 1885 году). Здесь же находится памятник основателю научных методов в машиностроении профессору Францу Грасгофу, преподававшему во второй половине 19 века прикладную механику в университете Карлсруэ. На территории университета установлен памятник Генриху Герцу, открывшему здесь электромагнитные волны в 1886 году.
Существует памятник советским гражданам-жертвам фашизма (в основном, военнопленным) на еврейском кладбище (нем. jüdischer Friedhof).

## Экономика

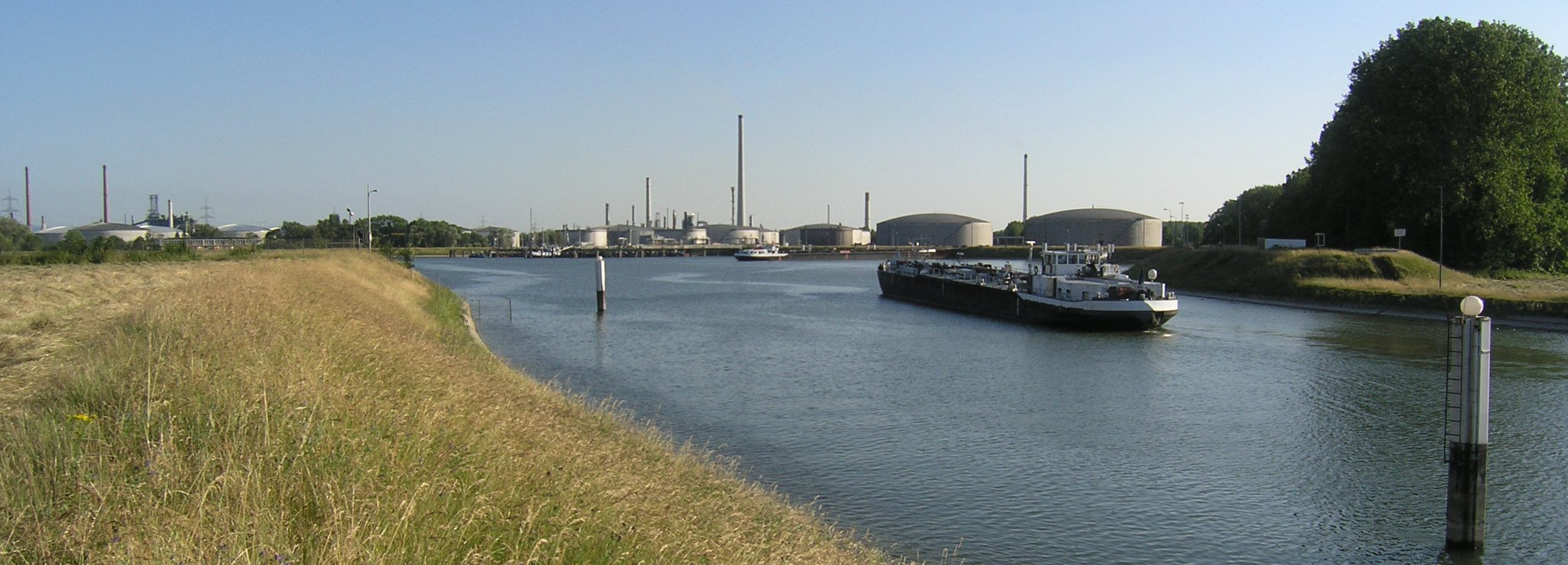
Нефтяной порт

В Карслсруэ находятся различные предприятия транспортного и электротехнического машиностроения, нефтеперерабатывающая, металлообрабатывающая, химическая, полиграфическая, пищевая промышленность. Карлсруэ является вторым по величине речным портом Германии. В городе находится второй по величине в Германии нефтеперерабатывающий завод MiRO. Третьему по величине в стране энергетическому концерну EnBW, имеющему штаб-квартиру в Карлсруэ, принадлежит расположенная в городе крупная паро- и газотурбинная ТЭЦ мощностью более 1 ГВт. В городе расположен один из самых больших филиалов Siemens, являющийся крупнейшим в Карлсруэ негосударственным работодателем. Здесь находятся также большие отделения концернов L’Oréal и Michelin. В 19 и начале 20 веков в городе находились несколько предприятий по производству швейных машин.

## Наука, культура, образование

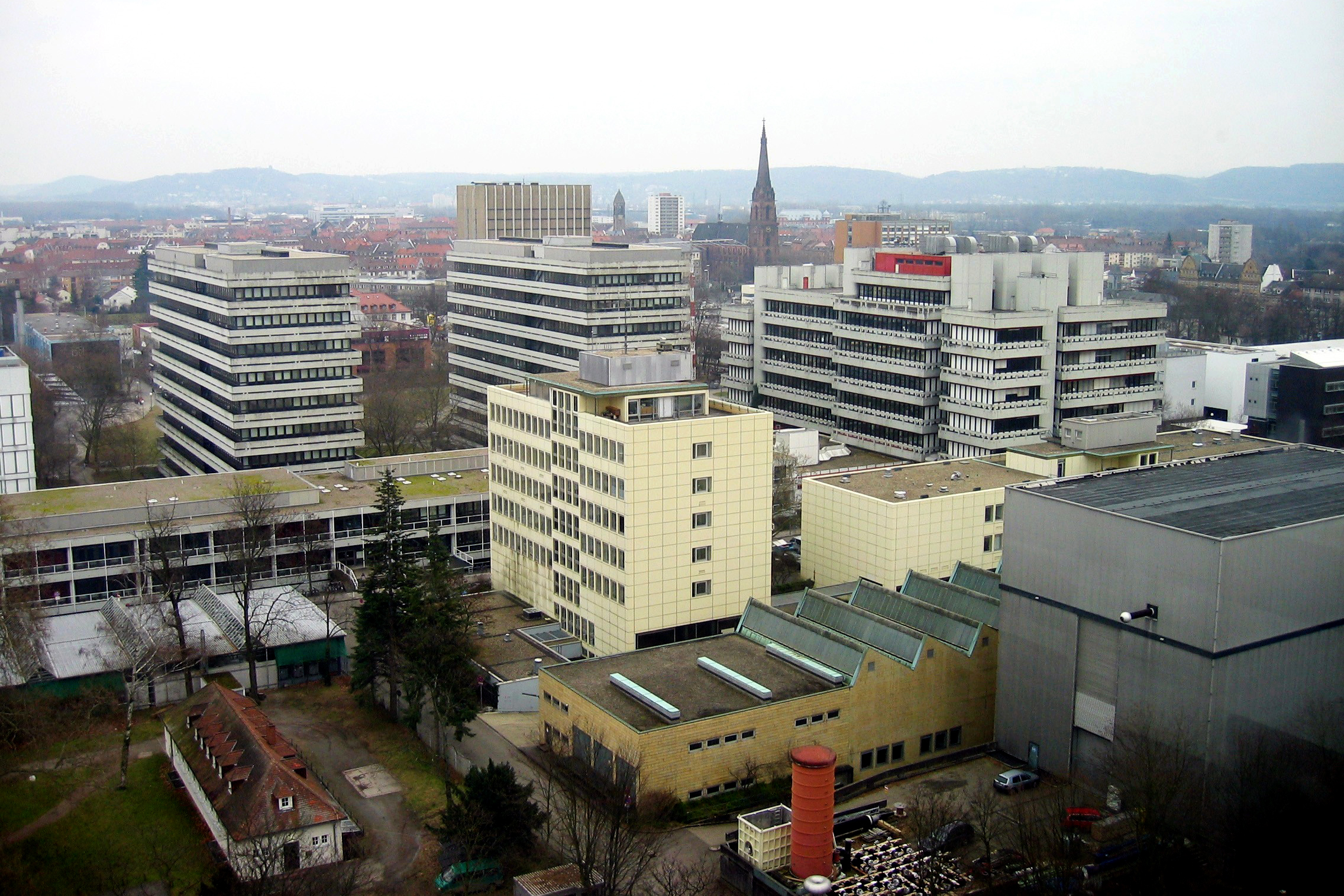
Университет Карлсруэ

Университет Карлсруэ (основан в 1825 году, 18 245 студентов на 30 ноября 2005 г.) является старейшим в Германии техническим высшим учебным заведением и входит в число лучших высших учебных заведений по таким направлениям, как машиностроение, информатика и электротехника. В 2009 году он был объединён с находящимся в 10 км к северу от Карлсруэ научно-исследовательским центром (нем. Forschungszentrum Karlsruhe), основанным в 1956 году. Объединённое высшее учебное заведение получило название Технологический Институт Карлсруэ (KIT, нем. Karlsruher Institut für Technologie, англ. Karlsruhe Institute of Technology) по аналогии с Массачусетским технологическим институтом.
В Карлсруэ находится Баденский государственный театр, основанный в 1808 году. Новое здание театра построено в 1975 году.
В Карлсруэ расположена Государственная Академия художеств.
В Карлсруэ в 1860 году был проведён первый Международный съезд химиков, где впервые были определены чёткие формулировки атома и молекулы.
Начиная с 1998 года в Карлсруэ проводится международный кинофестиваль независимого кино Independent Days International Filmfest (IDIF).

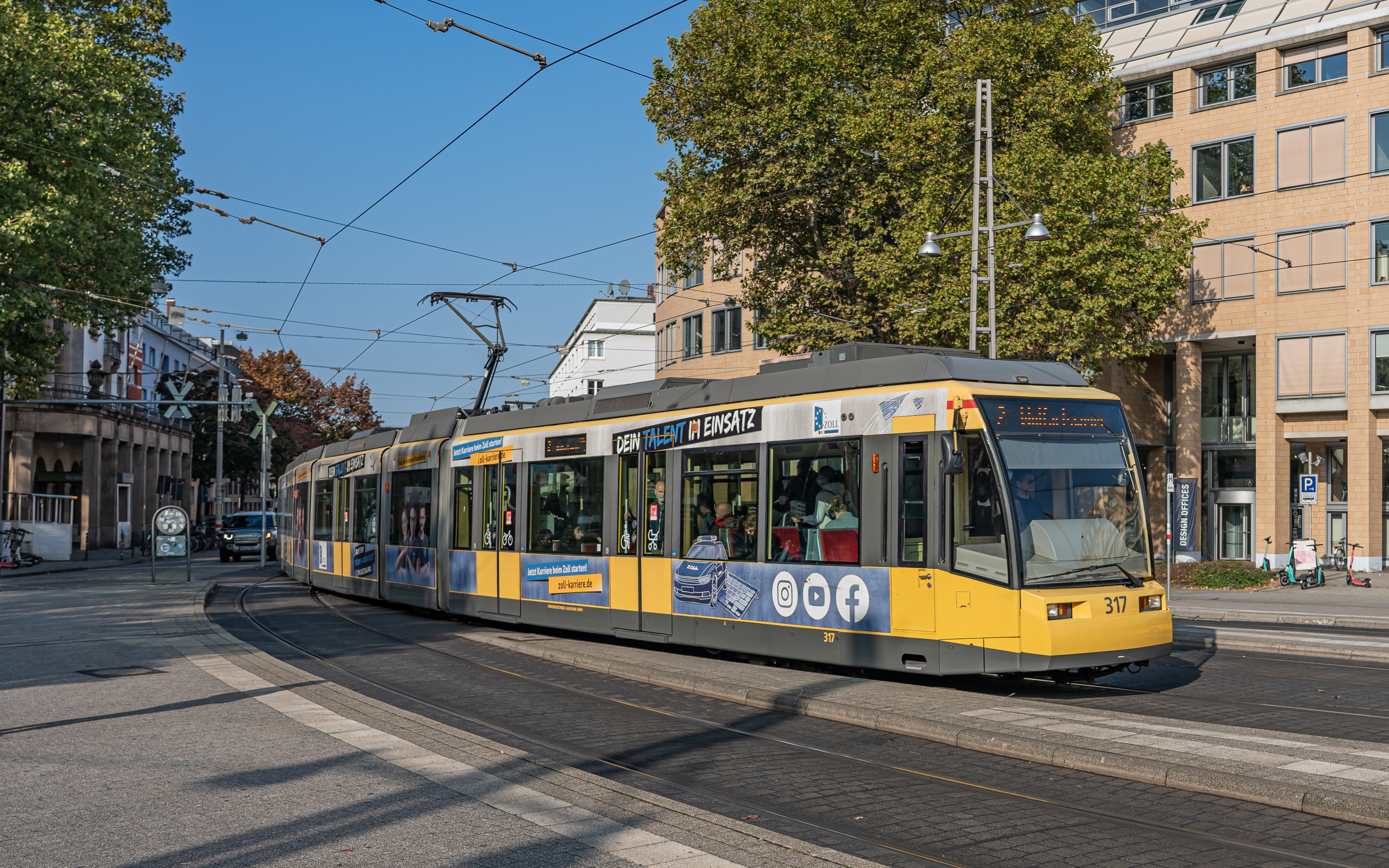
Жёлтые трамваи-поезда — характерная черта города

Карлсруэ широко известен в транспортных кругах как мировой пионер в концепции использования железнодорожных путей трамваями в целях создания более эффективной и удобной системы общественного транспорта (см. трамвай-поезд). Воплощённая в жизнь система позволяет добираться до соседних городов (Эттлингена, Бад Херренальба, Пфорцхайма, Бад-Вильдбада, Бреттена, Брухзаля, Хайльбронна, Баден-Бадена и даже до Фройденштадта в Шварцвальде) прямо из центра города с обычной трамвайной остановки.
Карлсруэ соединяется скоростными железными (ICE) и автомобильными дорогами (автобанами A5 и A8) с Франкфуртом, Штутгартом и далее с Мюнхеном и Фрайбургом, далее Базелем (Швейцария). Автобан Запад-Восток А8 начинается от города Карлсруэ.
Ближайший аэропорт находится к югу от города в сторону Баден-Бадена (30 км от Карлсруэ) и официально называется «Аэропорт Карлсруэ и Баден-Бадена», с регулярными рейсами на Берлин, Лондон, Рим, Барселону и другие города (объём пассажирских перевозок составил в 2006 г. 835 809 чел.). Крупные аэропорты Франкфурта и Штутгарта также находятся в пределах пары часов езды на автомобиле или поезде.
В Карлсруэ располагалась одна из железнодорожных дирекций Deutsche Bundesbahn и Deutsche Bundespost.

## Спорт
Ежегодно в здании «Europahalle» проводятся международные соревнования по лёгкой атлетике в помещении. Здесь же регулярно устраиваются чемпионаты мира по рок-н-роллу.
В городе существует футбольный клуб Karlsruher SC, чемпион Германии 1909 года и обладатель Кубка ФРГ 1955 и 1956 гг. В конце 1980-х — начале 1990-х гг. в рамках Кубка УЕФА прослыл грозой авторитетов, разгромив испанскую «Валенсию» со счётом 7:0. В «Карлсруэ» начинали свою футбольную карьеру Мехмет Шолль, Йенс Новотны и легендарный голкипер Оливер Кан.
Также в городе существуют команды по баскетболу и гандболу. Проводятся соревнования по фристайлу.
Каждые 2 года (по нечётным годам 2011, 2013, 2015, 2017, 2019 и т. д.) в августе проводится международный летний лагерь по филиппинским боевым искусствам, организованный Deutscher Arnis Verband

## Города-побратимы
Карлсруэ является городом-побратимом следующих городов:
- Нанси (фр. Nancy), Франция (1955);
- Ноттингем (англ. Nottingham), Великобритания (1969);
- Галле (нем. Halle), Германия (1987);
- Тимишоара (рум. Timișoara), Румыния[12] (1992);
- Винница (укр. Вінниця), Украина (2022).

В 2022 году Карлсруэ объявил о приостановке побратимских связей с Краснодаром из-за вторжения России на Украину.

## Известные уроженцы
- Елизавета Алексеевна — российская императрица, супруга императора Александра I.
- Клаус Уве Беннетер — немецкий политик-социалист.
- Карл Фридрих Бенц — немецкий инженер, изобретатель, пионер автомобилестроения. Один из основателей автомобильной компании Daimler-Benz AG (ныне Daimler AG).
- Карл Виттлингер — немецкий драматург.
- Карл фон Драйз — выдающийся немецкий изобретатель эпохи Бидермейер. Главным изобретением считается «дрезина» (прототип современного двухколёсного велосипеда и детского беговела).
- Мухаммед Суичмез — немецкий гитарист-виртуоз турецкого происхождения.
- Оливер Рольф Кан — немецкий футбольный вратарь, четырёхкратный лучший голкипер мира и Европы (1999, 2000, 2001, 2002), двукратный лучший голкипер Германии (2000, 2001), пятикратный лучший голкипер Бундеслиги (1994, 1997, 1998, 1999, 2001), лучший игрок и голкипер чемпионата мира по футболу 2002.
- Мун Га Ён — немецко-южнокорейская актриса.
- Карл Вагнер — немецкий художник